# 37-es busz (Miskolc)
A miskolci 37-es buszjárat 1987 és 1997 között létezett. Egyike volt azoknak a járatoknak, melyek összekötötték az Avast Miskolc belvárosával.

## Története
A viszonylat 1987-ben indult az Avas vk. – Rácz György utca útvonalon. Egy darabig a hét minden napján, de később csak munkanapokon közlekedett. 1990-től a viszonylat hosszát megrövidítették egy megállóval, s emiatt a belvárosi végállomása 1997. január 1-jével történt megszűnéséig az Erzsébet tér (korábban Szabadság tér) volt.
A VEKE által elkészített javaslatcsomagban szó esett a 37-es buszról, azonban elődjéhez semmi köze nem lett volna.